# Ambt Vollenhove
Ambt Vollenhove est une ancienne commune néerlandaise de la province d'Overijssel.
La commune a été créée le 1er juillet 1818 par la scission de Vollenhove en deux parties : la ville (Stad Vollenhove) et la campagne environnante (Ambt Vollenhove). En février 1942, les deux communes furent de nouveau regroupées.

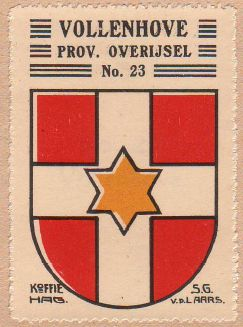
Timbre néerlandais représentant le blason d'Ambt Vollenhove